# Реакция Свартса
Реакция Свартса — это замена одного или нескольких атомов галогена в полигалогенорганических соединениях на фтор или взаимодействием с трифторидом сурьмы или безводным фтористым водородом в присутствии пентахлорида сурьмы при их нагревании (обычно около 100° C). Реакция обмена галогена в полигалогенорганических соединениях на фтор открыта бельгийским химиком Ф. Свартсом в 1892 году.
Реакцию Свартса широко используют для получения фторорганических соединений. В лабораторных условиях в качестве фторирующего агента используют трифторид сурьмы, в промышленных условиях — безводный фтористый водород. Примеры реакции Свартса:
{\displaystyle {\mathsf {CCl_{4}+HF\rightarrow CCl_{3}F+HCl}}}
{\displaystyle {\mathsf {CCl_{4}+2HF\rightarrow CCl_{2}F_{2}+2HCl}}}
{\displaystyle {\mathsf {CCl_{4}+3HF\rightarrow CClF_{3}+3HCl}}}
Получаемые в промышленных условиях фторорганические продукты — хлорфторуглероды, трихлорфторметан (фреон 11), дифтордихлорметан (фреон 12), трифторхлорметан (фреон 13) — играют важную экологическую роль, относясь к веществам, воздействующим на озоновый слой Земли.
В соответствии с Венской конвенцией 1985 года и Монреальским протоколом 1987 года производство озоно-разрушающих фторхлоруглеродов запрещено.